# Rundkino Dresden

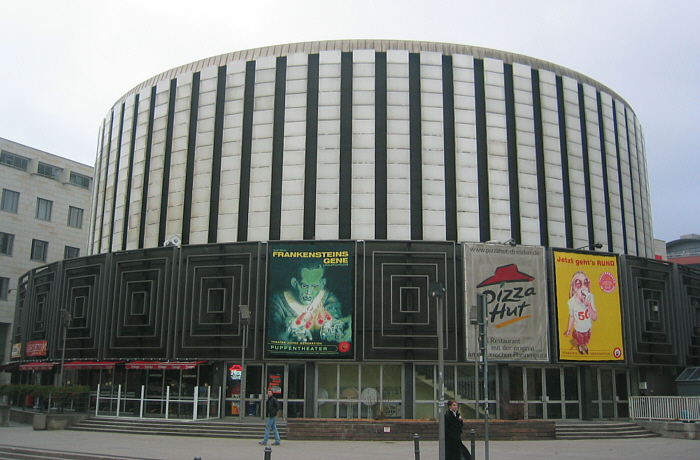
Rundkino 2003

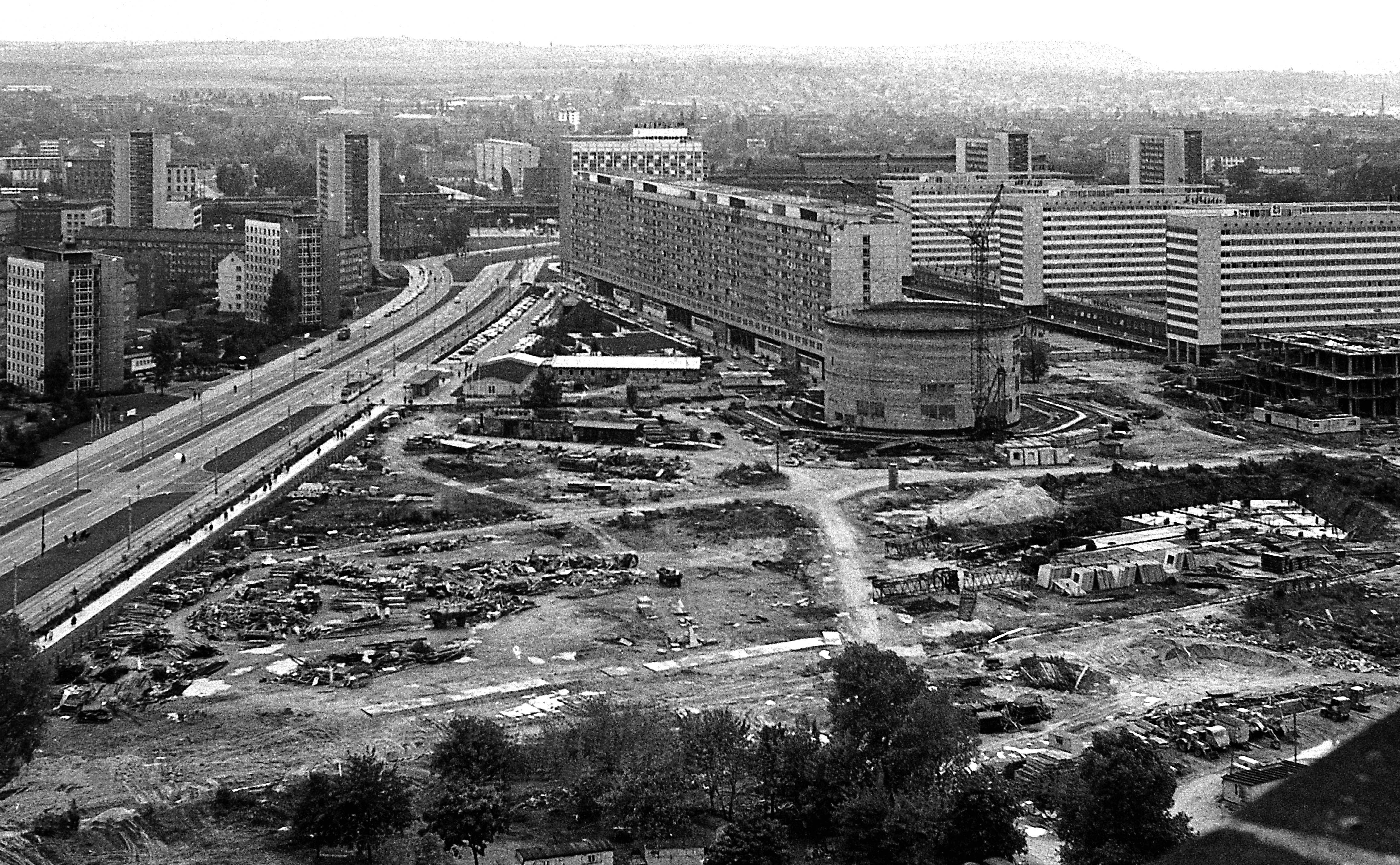
Prager Straße 1970. Rundkino im Bau.

Das Rundkino Dresden ist seit 1972 ein markantes Bauwerk in Dresden. Es liegt an der Prager Straße und hat als Rotunde einen Durchmesser von 50 Metern und eine Höhe von 20 Metern.
Es ist der dritte zylinderförmige Bau der DDR und der erste dieser Art für die Öffentlichkeit. Durch seine Architektur und den Großen Saal mit heute 898 Sitzplätzen (ursprünglich 1.018 Plätze) ist das Rundkino eines der bedeutendsten Bauwerke der Nachkriegsmoderne in Dresden. Der Große Saal besitzt die größte Kinoleinwand in Sachsen. Er diente vor der Inbetriebnahme des Hörsaalzentrums auch der Technischen Universität Dresden bei großen Veranstaltungen als Hörsaal.
In dem Gebäude war neben dem Kino mit sechs Sälen auch ein Puppentheater untergebracht, das zum Theater Junge Generation gehörte.

## Geschichte

### Planung und Bau

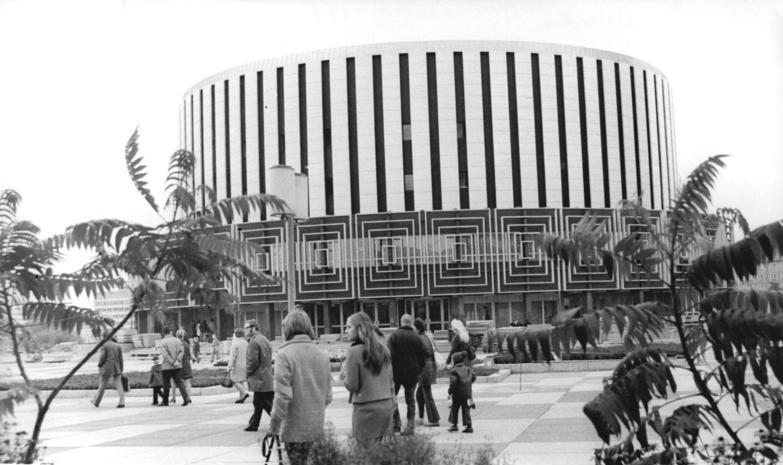
Das Rundkino kurz nach der Eröffnung (1972)

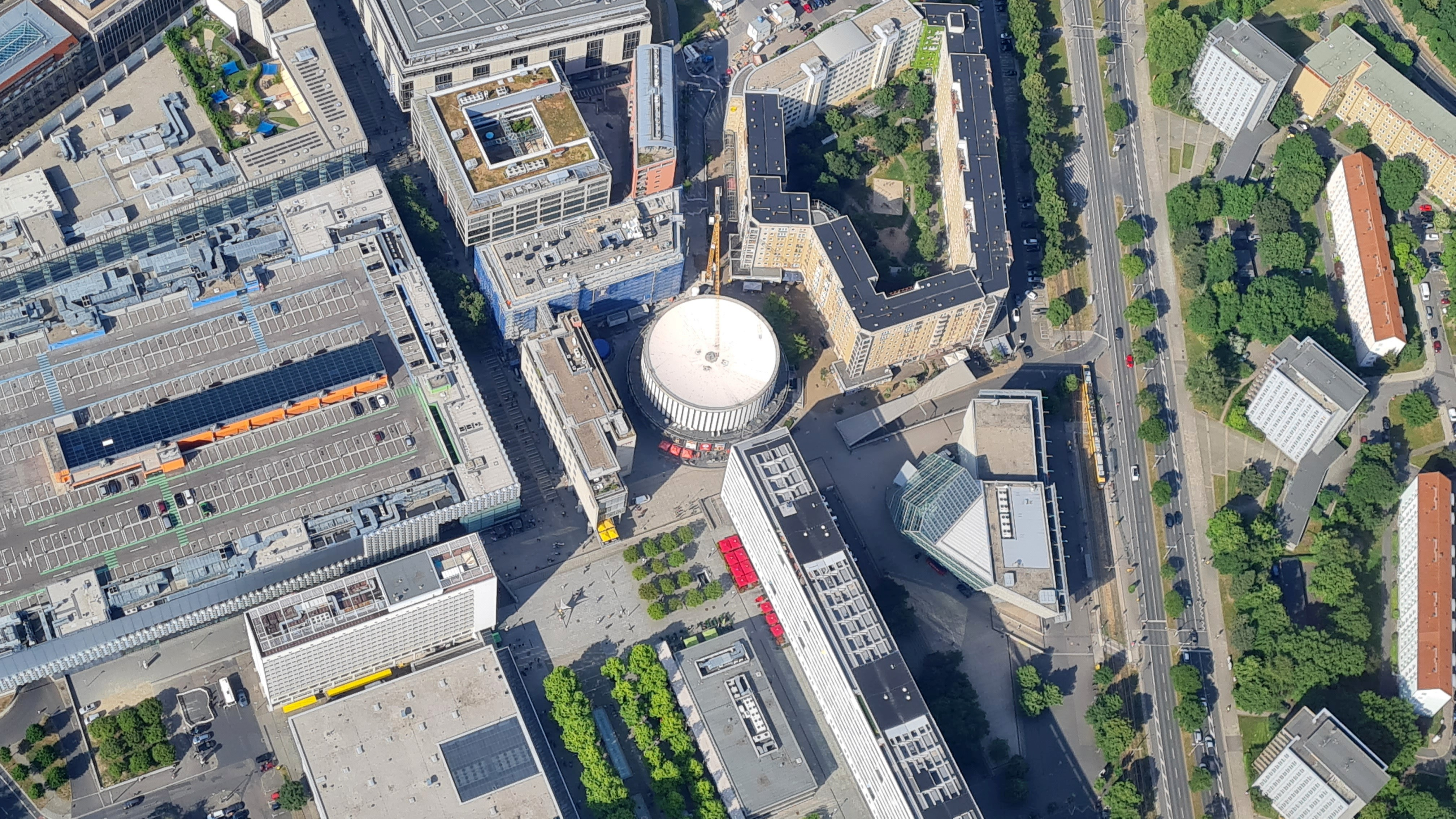
Luftbild der Prager Straße mit dem Rundkino (2022)

Für den Entwurf des Kinos wurde 1966 ein Wettbewerb ausgeschrieben. Der Bau sollte einen Kontrast zu den quaderförmigen Gebäuden in der Umgebung bilden. In die engere Wahl kamen ein Entwurf mit geschwungenen Formen von Heinz Kästner, Peter Thieme und Wilfried Irmier sowie der Entwurf mit rundem Grundriss von Manfred Fasold und Winfried Sziegoleit. Letzterer wurde schließlich als einer der beiden zweiten Plätze umgesetzt.

### Architektur
Das Rundkino wurde von den Architekten Manfred Fasold und Winfried Sziegoleit entworfen, die ausführenden Architekten waren Günter Gruner (Gesamtleitung), Gerhard Landgraf (objektverantwortlicher Architekt), Waltraud Heischkel (Mitarbeiterin) und Theo Wagenführ (Innenausstattung).
Das Gebäude ähnelt in der Architektur einem Papierkorb; es hat einen Durchmesser von 50 Metern und eine Höhe von 20 Metern. Das Erdgeschoss ist von außen rundherum mit Glas ausgestaltet, eingefasst von poliertem schwarzen Naturstein. Darüber befindet sich ein hervorstehendes Segment, das mit Stabwerks-Ornamenten aus Stahl des Dresdner Grafikers Gerhard Papstein ausgestaltet ist. Der etwas schmalere Hauptzylinder, der den Großen Saal beherbergt, ist mit emaillierten Aluminiumplatten in vertikaler Anordnung verkleidet.
Der Zylinder wurde aus Ortbeton in Gleitbauweise errichtet. Die komplizierte Dachkonstruktion wurde von der Bauakademie Berlin realisiert. Sie ist eine Seilnetzhängekonstruktion mit Druck- und Zugring aus 96 radial gespannten Stahlseilen. In diese wurden Fertigteile aus Beton eingehängt, die mit Ortbeton verfugt wurden. Die Dachkonstruktion ist begehbar.

### Bauausführung
Nach den ersten Erschließungsarbeiten erfolgte am 22. Oktober 1969 die Grundsteinlegung. Die Projektierung erfolgte im VEB Baukombinat Dresden, als Hauptauftragnehmer wurde der VEB BMK Kohle und Energie tätig. Die Eröffnung fand am 7. Oktober 1972 anlässlich des Tages der Republik statt. Das Filmtheater Prager Straße diente als „Erstaufführungshaus für den Bezirk Dresden“. Die Gesamtkosten für den Bau lagen am Ende nach mehrfachen Erhöhungen bei 14,8 Millionen DDR-Mark. Der große Filmsaal im ersten Stock bot 1018 Besuchern Platz. Des Weiteren gab es ein kleineres Studiokino mit 132 Sitzplätzen im Erdgeschoss.

### Innenausstattung

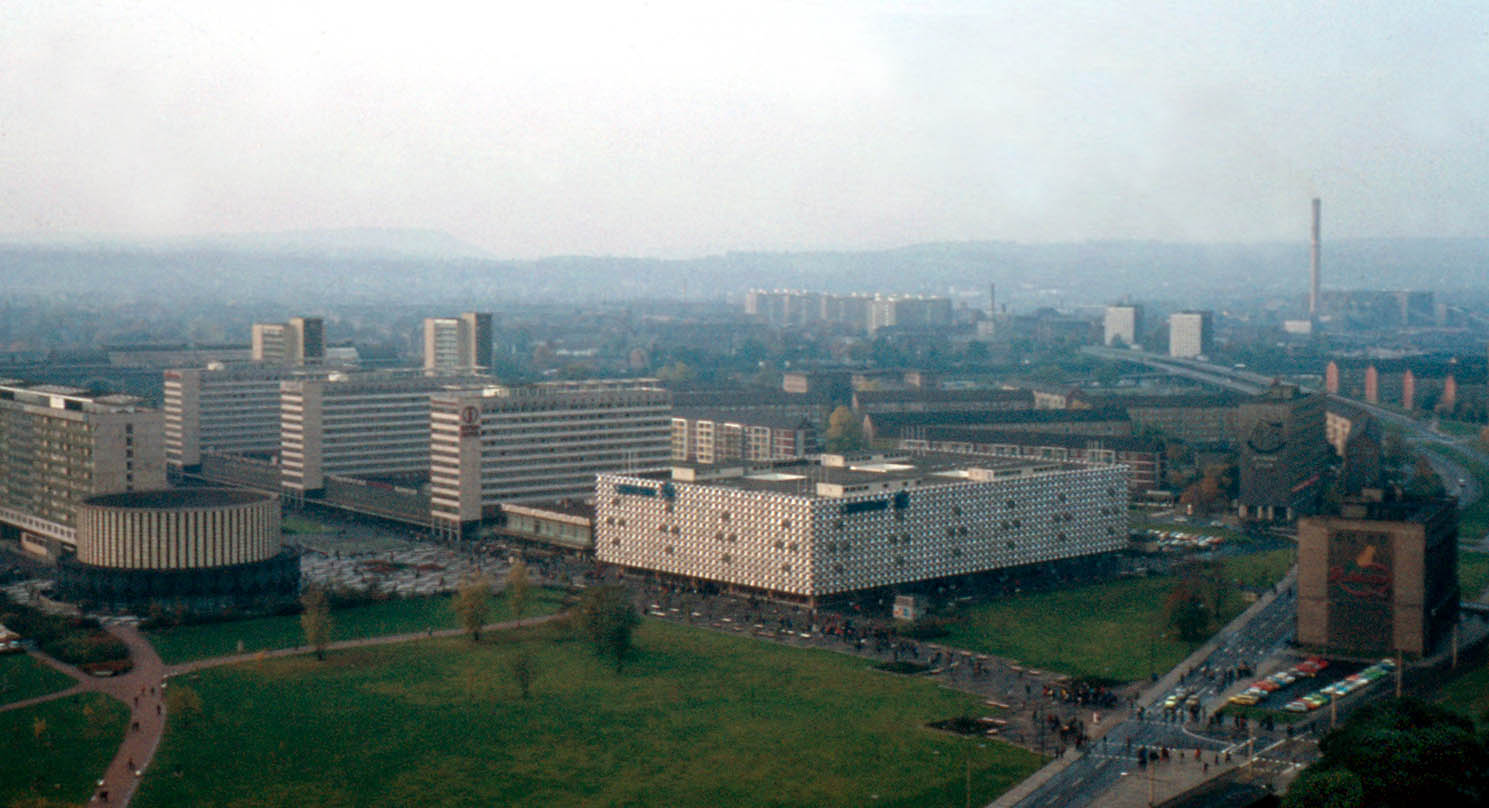
Rundkino und Prager Straße 1980

Die Innenräume wurden von Theo Wagenführ ausgestaltet.
Vor der Renovierung Anfang der 1990er Jahre befand sich im Erdgeschoss eine Garderobe, der Kassenraum und ein Kinosaal. Die Wände sind mit hellem bulgarischen Sandstein verkleidet; die Säulen sind mit Edelstahl umschlossen.
Über eine breite, frei schwingende gerade Treppe gelangt man in das obere Geschoss, in dem der Große Saal untergebracht ist. Die Decke des Großen Saales ist mit Holzelementen ausgekleidet, in denen sich 638 Lampen befinden. Ursprünglich war der Innenraum mit Stahlrohren und rotem Bezug ausgestattet. Die Leinwand ist konkav gewölbt, 9,2 Meter hoch und 21 Meter breit. Vier schmalere, geschwungene Treppen führen zur Rückseite der Garderobe und zu separaten Ausgängen. Außerdem befindet sich im Obergeschoss ein weiteres Foyer, das ehemals mit schwarzen Ledersesseln ausgestattet war. Zudem war dort eine wechselnde Ausstellung eingerichtet. Später entstanden im ersten Stock Büroräume.

### Betrieb und Technik
Das Kino war mit der Technik zum Abspielen von 70-mm-Großformatfilmen ausgestattet. Das Gebäude, insbesondere der Große Saal, wurde auch für Rock- und Schlagerkonzerte, Senioren- und Kinderveranstaltungen sowie Jugendweihen und für Veranstaltungen des Dixieland Festivals genutzt. In den 1980er Jahren wurde der Große Saal als eines der wenigen Kinos der DDR mit einer Dolby-Stereo-Anlage ausgestattet. Das Kino wurde 1991 von der UFA übernommen.
Bei Renovierungsarbeiten nach der deutschen Wiedervereinigung wurden bis 1992 vormalige Lagerräume im Keller zu weiteren Kinosälen umgebaut. Das Rundkino verfügte dann neben dem großen Saal 1 im Obergeschoss und dem Saal 2 (Studiokino) im Erdgeschoss über fünf kleinere Säle (Saal 3–7) im Kellergeschoss mit Sitzplatzkapazitäten zwischen 96 und 332. Daher trugen die Säle im benachbarten neuen Ufa-Kristallpalast, der am 26. März 1998 eröffnet und mit dem Rundkino gemeinsam betrieben wurde, zunächst die Nummern 8 bis 15.
Ab 1995 entstand zwischen dem Rundkino und der Prager Straße der Wöhrl-Plaza-Komplex der Tetris Grundbesitz GmbH & Co KG aus Reichenschwand. Dieser umschließt das Rundkino teilweise und verdeckt den Blick von der Prager Straße aus, wodurch das Rundkino in eine hinterhofartige Lage geriet. Dennoch war es bis 1997 eines der am besten ausgelasteten Kinos in Deutschland, da es das einzige Filmtheater in Dresden war, das für die Ausstrahlung der Hollywood-Blockbuster eingesetzt wurde.
Kurze Zeit später begann eine umfangreiche Renovierung des Rundkinos. Der große Saal bekam eine rote Wandbespannung. Die technischen Anlagen wurden modernisiert. Die Säle im Untergeschoss wurden mit neuen Sesseln ausgestattet. Die Studiobühne wurde dem Puppentheater mietkostenfrei zur Verfügung gestellt. Des Weiteren zog Pizza Hut in den südlichen Teil des Foyers ein.

### Insolvenzen und Neuanfang

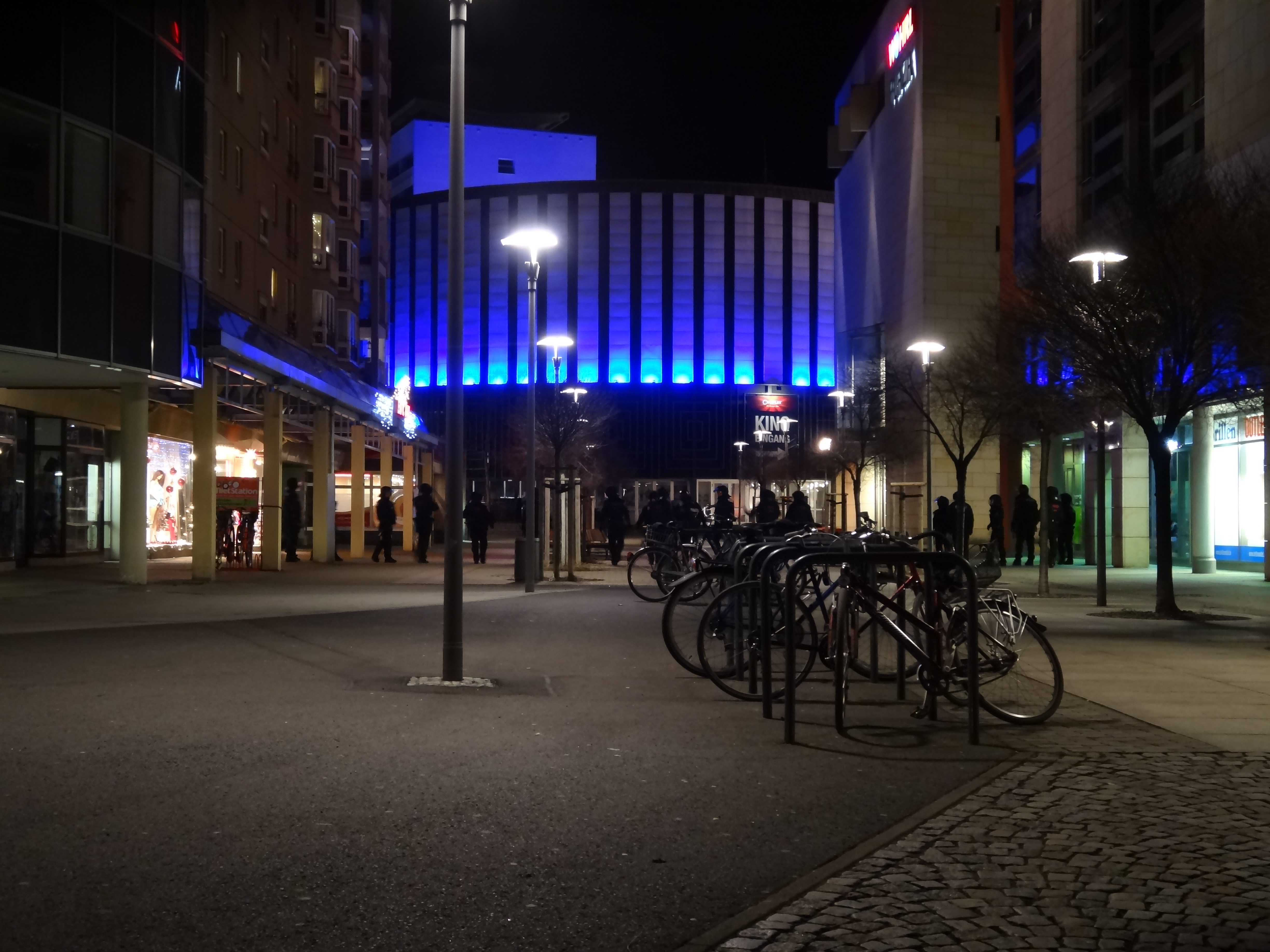
Rundkino bei Nacht

Nachdem 1997 und 2000 drei neue Multiplex-Kinos mit insgesamt über 6000 Sitzplätzen in Dresden eröffneten (UCI-Kinowelt, Bofimax (später Metropolis, seit 30. Dezember 2009 geschlossen) und CinemaxX), gingen die Besucherzahlen im Rundkino und im Kristallpalast enorm zurück.
Die Untergeschosse wurden beim Hochwasser im August 2002 schwer beschädigt, sodass das Kellergeschoss des Rundkinos für den Kinobetrieb nicht mehr genutzt werden konnte. Im Oktober 2002 ging die Betreibergesellschaft, die UFA Theater GmbH & CO KG, in Insolvenz. Am 1. April 2003 übernahm die Lübecker Kinogruppe Kieft & Kieft (Cinestar) den Betrieb eines Großteils der UFA-Kinos, so auch im Kristallpalast. Aufgrund einer Vertragsklausel durften ab diesem Zeitpunkt im Rundkino keine Filme mehr gespielt werden, um eine Konkurrenz zum Kristallpalast zu vermeiden. Seit dieser Zeit setzt sich die Initiative rundkino_revisited, aus der 2005 der Verein rundkino dresden e. V. hervorging, für den Erhalt des Gebäudes und dessen weitere Nutzung ein. Im Oktober 2003 wurde das Rundkino unter Denkmalschutz gestellt. Im Mai 2004 musste auch die Eigentümergesellschaft des Rundkinos, die UFA Theater AG, Insolvenz beantragen. Am 30. September 2004 wurden von den Betreibern des Kristallpalastes (der insolventen UFA Theater GmbH & CO KG und Kieft & Kieft, die das Management des Kinos übernommen hatten) aufgrund von Streitigkeiten mit dem Eigentümer der Kristallpalast-Immobilie die Verträge zum Betrieb des Kristallpalastes gekündigt. Infolgedessen fiel das Spielbetriebsverbot des Rundkinos weg.
Im Februar 2007 wurde das Gebäude von der Tetris Grundbesitz GmbH & Co. KG gekauft, der bereits der nebenan gelegene Wöhrl-Plaza-Komplex gehört. Am 29. März 2007 wurde der Spielbetrieb im großen Saal des Rundkinos unter dem Namen Cinemagnum durch den Betreiber Fantasia Film als 3D-Kino wieder aufgenommen. 2008 wurden die beim Hochwasser 2002 beschädigten vier Säle im Untergeschoss für 2,5 Millionen Euro renoviert und ab 6. November wieder in Betrieb genommen. Im Rundkino stehen somit insgesamt 1400 Plätze zur Verfügung, in denen nun nicht nur 3D-Filme, sondern auch 2D-Filme gezeigt werden. Seit Oktober 2011 gehört das Rundkino zu Cineplex, der nach eigenen Angaben zweitgrößten Kinokette in Deutschland.
Das Rundkino hat durchschnittlich 250.000 Besucher jährlich.